# 아니발 카바쿠 실바
아니발 안토니우 카바쿠 실바(포르투갈어: Aníbal António Cavaco Silva, 문화어: 아니발 까바꾸 씰바, 1939년 7월 15일~)는 포르투갈의 정치인이다. 1985년부터 1995년까지 제67대 포르투갈의 총리를 지냈으며, 2006년부터 2016년까지 제19대 포르투갈의 대통령으로 재직하였다.
포르투갈 남부 알가르브 지방에 위치한 롤레에서 태어났다. 리스본 공과 대학교와 영국의 요크 대학교에서 경제학을 전공했다. 포르투갈의 식민지였던 모잠비크에서 군복무를 했다. 포르투갈로 돌아와 리스본의 여러 대학교에서 경제학을 가르쳤다. 한편 1974년 민주화 혁명(카네이션 혁명) 후 생긴 민주국민당(PPD)에 입당했으며, 1980년 재무장관이 되었다. 그 후 PPD가 개편된 사회민주당(PSD)의 당수직을 1985년 맡아 그 해 총선을 치러 제1당이 되어 총리 자리에 올랐다. 1987년 총선에서 사회민주당은 다수석을 확보, 입지를 굳혔다. 1995년 총선에 출마하지 않았고, 그 해 총선에서 사회민주당은 제1당의 자리를 내주었고 그도 총리직에서 물러났다. 약 10년간 총리로 재임한 그는 포르투갈에서 19세기 이래 독재자 안토니우 드 올리베이라 살라자르를 제외하면 가장 오랫동안 집권한 행정부 수반으로, 그의 재임 중 포르투갈은 유럽 연합에 가입했으며, 경제는 호황을 맞아 비교적 높은 경제 성장률을 기록하였다.
1996년 대통령 선거에 사회민주당 후보로 출마했으나, 사회당의 조르즈 삼파이우에게 패했다. 그 후 2004년까지 포르투갈 중앙은행 고문으로 활동했다. 2006년 1월, 대통령 선거에 출마, 과반수 표를 확보하여 2차 투표 없이 바로 대통령으로 당선되어 3월 9일 5년 임기의 대통령으로 취임했다. 포르투갈의 사회민주당은 다른 나라와 달리 중도우파 계열로 그는 포르투갈의 민주화 이후 처음으로 우파 정치인으로는 정권교체를 이룩한 사회민주당의 당수로 대통령에 오른 인물이다. 이에 따라 사회당의 조제 소크라트스 前 총리와 함께 포르투갈에는 좌우 동거 정부가 들어섰으나, 총리는 같은 당인 페드루 파수스 코엘류였고, 포르투갈 헌법에 의거하여 2016년 3월 9일에 대통령 자리에 퇴임하였다.

## 역대 선거 결과
| 선거명      | 직책명            | 대수 | 정당       | 득표율 | 득표수      | 결과 | 당락 |
| ----------- | ----------------- | ---- | ---------- | ------ | ----------- | ---- | ---- |
| 1996년 선거 | 포르투갈의 대통령 | 18대 | 사회민주당 | 46.09% | 2,595,131표 | 2위  | 낙선 |
| 2006년 선거 | 포르투갈의 대통령 | 19대 | 사회민주당 | 50.54% | 2,773,431표 | 1위  |      |
| 2011년 선거 | 포르투갈의 대통령 | 19대 | 사회민주당 | 52.95% | 2,231,956표 | 1위  |      |